# Szentháromság-templom (Letenye)
A Szentháromság római katolikus plébániatemplom 1765-ben épült késő barokk stílusban a Zala vármegyei Letenyén.
A templomot II. Szapáry Péter gróf és felesége építtette.

## A templom épülete
Szabadon álló, egyhajós, poligonális szentélyzáródású, keleti homlokzati tornyos templom. Hegyessisakos tornya a főhomlokzaton emelkedik, szentélye a nyolcszög három oldalával zárul. A szentély felől kontyolt nyeregtetővel, a szentély déli oldalához csatlakozó emeletes sekrestye-oratóriummal. A keleti homlokzat oldaltengelyeiben lévő félköríves záródású fülkékben az egykor itt lévő apostolszobrok (Szent Péter és Szent Pál) másolatai láthatóak. Az eredeti szobrok az Andrássy kastélyban találhatók.
A templom hajója csehsüveg boltozatos, szentély és sekrestye, a hajó bejárati oldalán karzat.
A templom freskókban szegényes volt, a korábbi szobrokat, díszeket ellopták, illetve eltűntek. Az 1960-as években Závory Zoltán festette az új freskókat.

## A templom berendezése
Az angyalszobrokkal ékesített főoltár, oltárkép, 1792-ben készült, a két mellékoltár (az egyikben későbbi Jézus Szíve-szobor, a szószék, a 18. század második felében.
A mellékoltáron egy Mária kegykép és Szent István és Szent László királyok szobrai láthatók.
A templomhajó bal oldalán elhelyezett barokk festményen Szent István ajánlja fel koronáját Szűz Máriának.

## A műemlék állapota
A torony alja és a hajó torony felé eső része kb. 3 méter magasságig vizesedik, amely belül is látszódik.